# NGC 6377
NGC 6377 је спирална галаксија у сазвежђу Змај која се налази на NGC листи објеката дубоког неба.
Деклинација објекта је + 58° 49' 22" а ректасцензија 17h 25m 23,0s. Привидна величина (магнитуда) објекта NGC 6377 износи 14,7 а фотографска магнитуда 15,5. NGC 6377 је још познат и под ознакама UGC 10855, MCG 10-25-26, CGCG 300-24, KCPG 516B, KAZ 136, 7ZW 712, PGC 60264.